# Івиця Врдоляк
Івиця Врдоляк (хорв. Ivica Vrdoljak, нар. 19 вересня 1983, Новий Сад) — хорватський футболіст, півзахисник.
Виступав, зокрема, за клуби «Загреб» та «Динамо» (Загреб), а також молодіжну збірну Хорватії.
Дворазовий володар Кубка Хорватії. Чемпіон Польщі. 

## Клубна кар'єра
У дорослому футболі дебютував 2003 року виступами за команду клубу «Кроація Сесвете», в якій провів один сезон, взявши участь у 22 матчах чемпіонату. 
Своєю грою за цю команду привернув увагу представників тренерського штабу клубу «Загреб», до складу якого приєднався 2004 року. Відіграв за загребську команду наступні три сезони своєї ігрової кар'єри. Більшість часу, проведеного у складі «Загреба», був основним гравцем команди.
У 2007 році уклав контракт з клубом «Динамо» (Загреб), у складі якого провів наступні три роки своєї кар'єри гравця. Граючи у складі загребського «Динамо» також здебільшого виходив на поле в основному складі команди.
До складу клубу «Легія» приєднався 2010 року. Відтоді встиг відіграти за команду з Варшави 111 матчів в національному чемпіонаті.

## Виступи за збірну
Протягом 2004–2005 років залучався до складу молодіжної збірної Хорватії. На молодіжному рівні зіграв у 7 офіційних матчах.

## Титули і досягнення
- Чемпіон Хорватії (3):

«Динамо» (Загреб): 2008, 2009, 2010
- Володар Кубка Хорватії (2):

«Динамо» (Загреб): 2008, 2009
- Чемпіон Польщі (2):

«Легія» (Варшава): 2013, 2014
- Володар Кубка Польщі (4):

«Легія» (Варшава): 2011, 2012, 2013, 2015